# Besarabijska gubernija
Besarabijska gubernija (ruski: Бессарабская губерния, do 1873. Besarabijska oblast: Бессарабская область) bila je jedna od 
administrativnih jedinica Carske Rusije koja je postojala od 1812. do 1917.

## Povijest
Povijest ove administrativne jedinice počela je nakon što je Carska Rusija nakon Rusko-turski rat 1806. – 1812. i potpisivanja Bukureštanskog mira 16. svibnja 1812. pripojila Besarabiju. Nakon tog je 29. travnja 1818. objavljen dekret o osnivanju Besarabijske oblasti, a 29. veljače 1828. izdan je propis za upravljanje tom oblasti. Nakon tog je carsko vijeće 28. listopada 1873., odlučilo da se Besarabijska oblast preimenuje u Besarabijsku guberniju.
Na početku 20. stoljeća Besarabijska gubernija bila je administrativno podijeljena, na 8 grofovija, 211 općina, 12 gradova, 3 utvrde i 3564 sela.
Od samog početka administrativni centrar bio je Kišinjev. Besarabijska gubernija prestala je postojati za burnih vremena Ruske revolucije 1917. kad se raspadala vojska i u zemlji zavladala anarhija, točnije do 15. prosinca 1917. kad je na njezinom ozemlju uz pomoć rumunjske vojske osnovana Moldavska Demokratska Republika.
Oko 70% područja bivše Besarabijske gubernije pripalo je Moldavskoj republici, a oko 30 % Ukrajini.

## Vanjske poveznice
- Бессарабская губерния (na portalu РУНИВЕРС) (rus.)